# Stopplaats Groenekan Oost
De stopplaats Groenekan Oost (geografische afkorting Gro), ook wel bekend als Groenekanschedijk is een voormalige stopplaats aan de Centraalspoorweg tussen Utrecht en Zwolle. De stopplaats was geopend van 20 augustus 1863 tot een onbekende datum en lag tussen de huidige stations Utrecht Overvecht en Bilthoven.